# Donato Grima
Donato Grima est un artiste plasticien contemporain argentin.

## Biographie
Artiste plastique argentin. Donato Grima est né à San Miguel de Tucumán, le 22 juillet 1949, il suit des études en art et en design. Pendant les années 1970, il résidera à Caracas, au Venezuela. Le retour à son pays n’aura pas lieu jusqu'aux années quatre-vingt, avec la restauration de la démocratie en Argentine. Cependant, durant les années 1990 et jusqu'en 2001, il résidera en Espagne. Le travail de l'artiste a été enrichie par ses nombreux voyages d'affaires et d'étude. Plusieurs pays ont reconnu son travail : l’Espagne, l’Allemagne, l’Italie, le Maroc, les États-Unis, entre autres. Certaines de ses peintures ont été acquises aux États-Unis pour des collections privées. La toile Les Patriarches intègre la collection permanente du Museo del Barrio, à New York. D'autres musées et des collections privées de plusieurs pays d'Amérique latine et d’Europe possèdent une part de son œuvre. En 1993, il a fondé le Centre en Argentine Art & Design (CAD), institution d'enseignement vouée à l'art et au design, et à Tucuman en 2009 il inaugure sa galerie d'art Territoire d'art. Il travaille au présent sur un projet avec sa fille Natalia Grima, pianiste.

## Prix
Parmi ses nombreuses récompenses on peut citer :
- Prix Ville de Santa Fe, Salon national de Santa Fe, Argentine, 1988.
- Premier Prix Poème illustré Salon régional (poème de José Augusto Moreno), musée des beaux-arts, Tucumán, en Argentine, 1988.
- Prix Mention honorable, exposition Nationale de dessin, musée des beaux-arts, Tucumán, 1987.
- Premier prix 50e Salon National de Rosario, en Argentine. 1986.
- Premier Prix Poème illustré Salon régional (poème d'Alberto Rojas Paz), 1972.
- Deuxième Prix Salon San Pablo Musée des beaux-arts, Tucumán, Argentine, 1972.

## Son œuvre en musées et collections
On peut trouver son œuvre:
- Mussé Casa de las Américas, La Havane, Cuba
- Museo del Barrio, New York, États-Unis.
- Musée Castagnino, Rosario, Argentine.
- Musée provincial Rosa Galisteo de Rodríguez, Santa Fe, Argentine
- Musée provincial de Bellas Artes Timoteo Navarro, Tucumán, en Argentine
- Musée provincial de Bellas Artes de Salta, Salta, en Argentine.
- Musée d'art contemporain, Salta, Argentine
- Collection Robert Bosh, Madrid, Espagne
- Collection Benito Moreno Rojo, Madrid, Espagne
- Rüdiger Wolf Collection, Hambourg, Allemagne

Il est possible de rencontrer une partie de son travail dans d’autres collections en Venezuela, en Colombie, au Brésil et en Italie parmi tant d'autres.

## Livres publiés
- Roberto Espinosa, Donato Grima, Silbando Cielos, Tucumán: Donato Grima, éditions numériques et de la Faculté de philosophie et lettres, Universidad Nacional de Tucumán [2002], 2009.
- Cristina Bulacio et Donato Grima, Dos visiones sobre Borges, Buenos Aires : Ediciones Gaglianone, Buenos Aires, 1998.
- Donato Grima / obra plástica, Madrid : Ediciones Infantas, 1991.
- Isaac Gaon, Donato Grima , La Palabra del fénix, Tucumán: Stampa Ediciones, 1984.

## Expositions réalisées

### Expositions internationales personnelles
- - 1998, Galerie Infantas, Madrid, Espagne.
  - 1997, Carib Art Gallery, New York, États-Unis.
  - 1994, String Studio, New York, États-Unis.
  - 1994, Carib Art Gallery, New York, États-Unis.
  - 1994, Le Casino de la Costa Blanca Villajoyosa, Espagne.
  - 1991, Galerie Infantas, Madrid, Espagne.
  - 1991, Galerie Gueshe Mundt, Hambourg, Allemagne.
  - 1978, Galerie Imaginaire Bogota, Colombie.
  - 1977, Galerie Ocre, Caracas, Venezuela.
  - 1976, Galerie Ocre, Caracas, Venezuela.

### Expositions personnelles en Argentine
- - 2011, Galerie Palermo H Buenos Aires.
  - 2008, musée d'art contemporain (MAC) Salta.
  - 2007, musée des beaux-arts, Salta.
  - 2006, Museo de Bellas Artes Timoteo Navarro Tucumán.
  - 2004, Centre culturel, Université Nationale de Tucumán.
  - 2001, Centre culturel, Université Nationale de Tucumán.
  - 1998, Centre cultural Borges, Buenos Aires.
  - 1997, Centre culturel, université nationale de Tucumán.
  - 1995, Centre culturel, université nationale de Tucumán.
  - 1992, université nationale du Centre culturel de Tucumán.
  - 1990, Galerie Gloria Aleman Salta.
  - 1989, Galerie Alto Nivel, Buenos Aires.
  - 1988, musée Octavio de la Colina, La Rioja.
  - 1981, musée d'art moderne, Mendoza.
  - 1980, secrétariat du ministère du Tourisme, Tucumán.
  - 1972, salon Austral, Tucumán.
  - 1972, la Casa d'Italia, Paraná.
  - 1971, galerie "Z" Tucumán.